# Caloptilia semifasciella
Caloptilia semifasciella är en fjärilsart som beskrevs av Tosio Kumata 1966. Caloptilia semifasciella ingår i släktet Caloptilia och familjen styltmalar. Inga underarter finns listade i Catalogue of Life.